# Xarifia filata
Xarifia filata is een eenoogkreeftjessoort uit de familie van de Xarifiidae. De wetenschappelijke naam van de soort is voor het eerst geldig gepubliceerd in 1985 door Humes.